# Distretto di Batu Pahat
Il distretto di Batu Pahat è un distretto della Malaysia, fa parte dello stato dello Johor e il suo capoluogo è la città di Batu Pahat.